# George Mason University

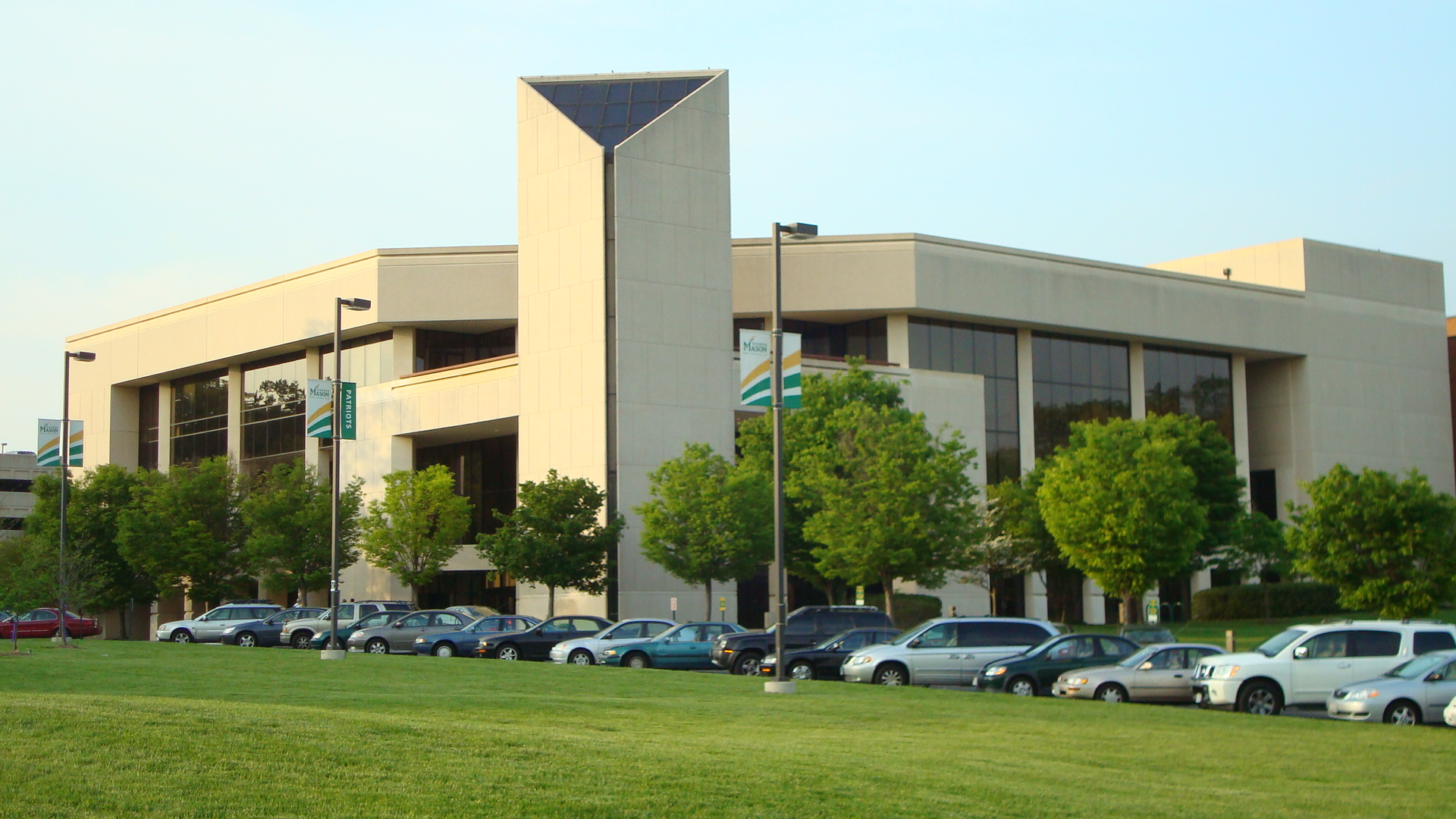
Center for the Arts

Die George Mason University (auch GMU oder Mason genannt) ist eine staatliche Universität mit Sitz in der Stadt Fairfax im US-Bundesstaat Virginia, die ein Vorort der US-amerikanischen Hauptstadt Washington DC ist. Zur Hochschule gehören Standorte in Arlington, Fairfax County und Prince William County. Mit 30.714 Studenten (2009) ist sie vor der Virginia Commonwealth University die größte Hochschule in Virginia. In ihrer jungen Geschichte hat die GMU zwei Nobelpreisträger hervorgebracht.

## Geschichte

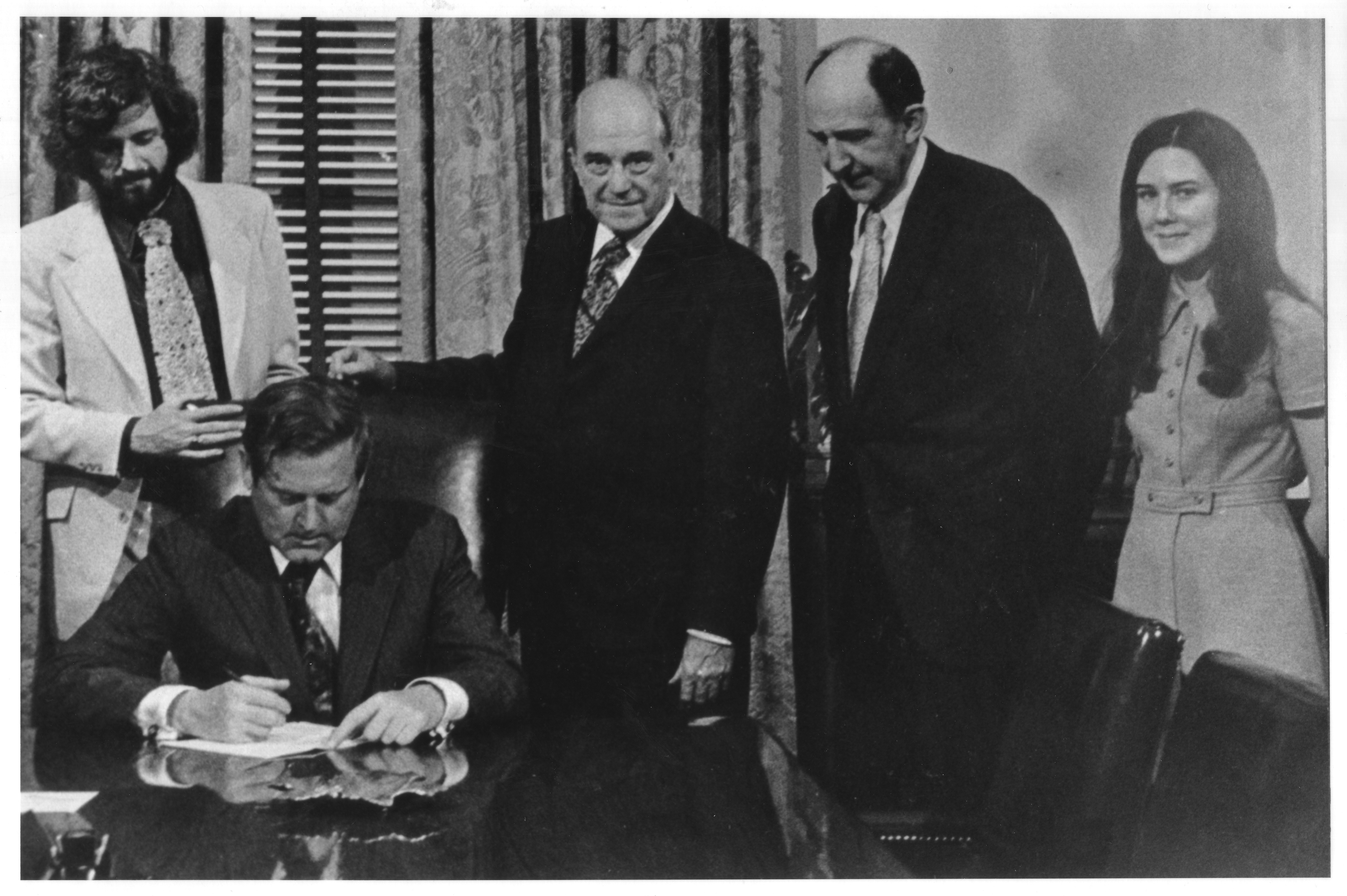
Unterzeichnung der Universitätsgründung der GMU durch Gouverneur A. Linwood Holton 1972

1957 als Campus der University of Virginia gegründet, erhielt die George Mason University 1972 ihre Eigenständigkeit. Die Hochschule ist nach George Mason benannt, dem Vater der Bill of Rights.
Durch eine Transparenzinitiative Studierender im Jahr 2017 wurde die Universität gezwungen, Zuwendungen durch Spender auszuweisen. Demnach profitierte die George Mason University nachhaltig von Spenden, vergrößerte sich so zu einer Einrichtung von landesweitem Rang und wurde einem Zentrum der Lehren des  Wirtschaftsliberalismus. Spender wie die Brüder Charles und David H. Koch hatten sich seit den 1990er Jahren durch Millionen an Zuwendungen Zugang zu den Gremien der Universität erkauft. Die Brüder Koch finanzierten etwa die Denkfabrik Mercatus Center auf dem Campus und hatten offenbar Einfluss auf die Auswahl von Lehrpersonal. Insgesamt wurden ihre Zuwendungen an die Universität auf 50 Millionen US-Dollar geschätzt. Die Enthüllungen veranlassten Universitätspräsident Ángel Cabrera zuzusichern, dass Spender in Zukunft keine Sitze in Auswahlkomitees mehr bekommen könnten.

## Forschung
Das Center for Secure Information Systems (CSIS), Teil der Volgenau School of Engineering, ist das älteste auf Sicherheit spezialisierte Institut an einer Universität der Vereinigten Staaten. Es erreicht in Hochschulrankings regelmäßig Spitzenplätze. So erhielt es 2014 in einer von Hewlett-Packard in Auftrag gegebenen Studie den siebten Platz unter allen Instituten, die sich in den USA mit Informationssicherheit befassen. Ferner zeichnete es die Nationale Sicherheitsbehörde (NSA) für Forschung und Lehre als „National Center of Academic Excellence in Information Assurance / Cyber Defense“ aus.
In der Carnegie Classification of Institutions of Higher Education vom Februar 2016 findet sich die GMU in der höchstbewerteten Gruppe der „Doctoral Universities: Highest Research Activity“ der Vereinigten Staaten.

## International
Die GMU unterhält Abkommen zum Studierendenaustausch unter anderem mit der Technischen Universität München, der Freien Universität Berlin sowie der University of Oxford.

## Sport
Die Sportteams der GMU nennen sich Patriots. Die Hochschule ist Mitglied der Atlantic 10 Conference.

## Berühmte Absolventen
- Anousheh Ansari (* 1966), amerikanisch-iranische Multimillionärin und erste Weltraumtouristin
- Hala Gorani (* 1970), Journalistin
- Tony Skinn (* 1983), Basketballspieler
- Folarin Campbell (* 1986), Basketballspieler